# Restitutio in pristinum
La restitutio in pristinum è una locuzione latina utilizzata in ambito giuridico, in materia di risarcimento del danno. Indica il risarcimento che avviene in forma specifica con il ripristino del bene danneggiato alla situazione anteriore al danno ingiusto, anziché attraverso il pagamento al danneggiato dell'equivalente in denaro.

## Nel diritto italiano
L'art. 185 del codice penale stabilisce che ogni reato obbliga alle restituzioni, a norma delle leggi civili.
In diritto civile l'art. 2058 c.c. stabilisce che il danneggiato può chiedere la reintegrazione in forma specifica qualora sia in tutto o in parte possibile. L'art. 1168 c.c. prevede che chi è stato violentemente o occultamente spogliato del possesso può, entro l'anno dallo spoglio chiedere contro l'autore di esso la reintegrazione del possesso medesimo.